# 岡田以藏
岡田 以藏（日语：／ Okada Izō，1838年2月14日（天保九年1月20日）—1865年7月3日（慶應元年閏5月11日）），幕末四大人斬其中一人，為土佐郷士並加入土佐勤王黨，又被稱作「人斬以藏」。諱宣振。

## 生涯
為香我美郡岩村郷士岡田義平的長男。嘉永元年，為了防備在土佐出現的外國船隻，於是他的父親義平以步兵的身份受到藩的徵召並且在海邊進行海防工作，於是全家就這樣搬到了城下的七軒町，之後以藏自己也繼承了父親的步兵身分。
以藏師事武市半平太並向他學習小野派一刀流。在進入武市門下前，雖然他的劍術是自學但是實力卻相當不錯。之後跟隨武市一起到江戶並且進入桃井春藏的道場・士學館學習鏡心明智流劍術。
萬延元年、跟隨武市到中國、九州地區進行武術修行。途中在豐後岡藩學習直指流劍術。之後加入了武市組成的土佐勤王黨，但是後來不知為何卻被從名單上剔除掉，但不明白這是不是因為武市的意思而將他從名單上刪除，以藏都會遵從武市的指示前往暗殺的地點進行暗殺。所以有說法是武市只是把沒受教育的以藏當做自己的暗殺工具。
以藏第一次暗殺的對象為土佐藩下目付(官名)的井上佐一郎，接著他和這些勤王黨同志們對於以下的人們：本間精一郎、池内大学、森孫六、大川原重藏、渡邊金三、上田助之丞等京都町奉行的官員以及與力、多田帶刀等人都進行了稱作「天誅」的暗殺活動。以藏也因為這樣被稱作「人斬以藏」，並因此與薩摩的田中新兵衛一起為人們所害怕。
「八月十八日政變」以後，勤王黨迅速失勢。武市回到土佐，而以藏也改名為土井鐵藏並且一個人在京都潛伏著。但在元治元年六月時，他被幕吏抓到並且對他刺青後，然後將他從京都放逐，同時他也因此被土佐藩吏逮捕而遣送回土佐國。土佐藩為了吉田東洋的暗殺事件・於是逮捕了在京都裡涉及這起暗殺事件的土佐勤王黨同志們，除了有著上士身分的武市瑞山外，其他人皆遭到嚴刑拷打。以藏因為受不了拷問，於是坦承罪行，之後在慶應元年五月十一日遭到斬首，並被施以梟首之刑（此為江戶時代的一種刑罰）。
以藏的辭世之句為
「為君主 奉獻之心 化為水中泡影 消失後 才變得清澈」。
墓所在高知縣高知市薊野車站近郊的真宗寺山。以俗名岡田宣振埋葬起來。

## 人物
關於岡田以藏的事蹟，在同時代的書信資料的記載中都相當稀少，但他的性格卻能從一些資料中看出。
在《土佐偉人傳》中記述以藏是「個性剛強、好武術、體格強壯的巨漢」，不過有人認為這個記述被略為美化了。
在最近的研究中發現實際上的以藏是個性格粗野而且好酒色的人，在他晚年時還遭到勤王黨的同志們疏遠。知道以藏被捕的武市半平太，在寄給家裡的書信中寫道：「那個傻瓜還是早早死去比較好，就這樣厚顏無恥的回來，想必父母也會感嘆吧」，另外也從沒聽過他人對以藏有什麼好感。同時以藏在老家七軒町，也被人蔑稱「七以」，在田内惠吉（武市的弟弟）的書信中都有記述這些事情。
有一個說法是知道以藏被抓的武市，由於害怕他會自白並讓其他同志遭受危險，於是打算請一位獄卒將毒藥送到以藏那邊暗中毒死他。這是因為小說而廣為人知的小故事，當時，武市害怕性格軟弱的以藏會因為遭受拷問而輕易招供，並且預料到與其他同志相比，身分更顯卑微的以藏一定會受到更嚴厲的拷問，於是就暗中派人將毒藥送到以藏那邊（以藏並不知道那是毒藥），希望他在遭受拷問而招供前就因為服毒而死，但最後被以藏看穿，於是憤怒的以藏就將勤王黨所有罪行一五一十招了出來。
關於這點，武市一直都把以藏看作「暗殺的道具」。因為這個原因，在許多書上都曾記載以藏晚年時，武市對他相當冷漠，也由於以藏比起其他同志，其身分更顯卑微又沒有教養，所以武市對他的感情自然有所差別。加上許多他執行的暗殺事件一一曝光後，使得其他同志因此感受到危機感，所以同志們本來希望以藏能自己自殺而不要洩漏相關計畫，但在得知成功後感到憤怒和焦躁，另外以藏雖然隸屬將尊王攘夷和倒幕當作目標的勤王黨，然而他卻因為又擔任「開國派幕臣」勝海舟的護衛，所以被勤皇派的人看作是「雖然劍術高超但卻意志不堅的人」而遭受他們輕蔑，所以這點也能視為以藏因此被同志看不起的原因之一。

## 被岡田以藏所護衛的要人
勝海舟（文久三年）
根據勝海舟的自傳「冰川清話」，由坂本龍馬擔任介紹人讓以藏擔任勝海舟的護衛。有一次三個暗殺者襲來、以藏先是斬殺掉其中一人並且大喝一聲後，就嚇得剩下兩人因此落荒而逃。但在這時，勝卻對以藏告誡說「你不能喜歡這種殺人的事情。以後一定要改變這種舉動」，但以藏則回稱「先生在這時如果沒有我在場的話，恐怕頭就已經不見了」。
約翰萬次郎
約翰萬次郎，本名中濱萬次郎，第一位把美國國情介紹給日本的日本人。根據中濱家的家譜、岡田以藏也擔任過約翰萬次郎的護衛。據說他在見識到身為勝海舟的護衛‧岡田以藏的實力後，也請他擔任自己的護衛。在萬次郎參拜自己建的西洋式墳墓時，有四個暗殺者要攻擊萬次郎，以藏查覺到還有兩個伏兵躲起來，於是指示萬次郎跑到墓碑的後面，然後自己接著斬殺掉兩個刺客，剩下的兩個刺客則因此嚇到逃走。

## 登場作品
小說
- 人斬以藏（新潮社、司馬遼太郎著）
- 以藏之指（角川書店、羽山信樹（日语：羽山信樹）著）
- 不切腹的殺人鬼・岡田以藏（天山文庫、南條範夫（日语：南條範夫）著）
- 異端的殺手（光文社、邦光史郎（日语：邦光史郎）著）
- 劍鬼・岡田以藏－幕末人斬傳（大陸書房、峰隆一郎（日语：峰隆一郎）著）
- 武市瑞山與岡田以藏（毎日新聞社、戶部新十郎（日语：戸部新十郎）著）
- 以藏不死（德間書店、桑原讓太郎（日语：桑原譲太郎）著）
- 魔劍（角川書店、森村誠一著）
- 陋巷之狗（集英社、森村南著）
- 落日兇刃（祥傳社、峰隆一郎著）
- 斬奸刀（PHP研究所、安部龍太郎著）
- 人斬以藏－土佐藩鄉士・岡田以藏（光人社、童門冬二（日语：童門冬二）著）
- 日本暗殺總覽：翻動此國的駭人系譜（Bestsellers（日语：ベストセラーズ）、泉秀樹（日语：泉秀樹）著）
- 暗殺（集英社、早乙女貢（日语：早乙女貢）著）
- 幕末暗殺（PHP研究所、黑鐵弘著）
- 以藏逃竄（祥傳社、西村望（日语：西村望）著）
- 決鬥其四：異質的暗殺劍－沖田總司VS岡田以藏（KOALA BOOKS、巨椋修（日语：巨椋修）著）
- 殺人鬼岡田以藏的末路（講談社、南條範夫著）
- 殺手執照：岡田以藏（新潮社、野口武彦（日语：野口武彦）著）
- 愛戀新選組（角川翼文庫（日语：角川つばさ文庫）、越水利江子（日语：越水利江子）著）
- 添雨之鬼：武市與以藏（講談社、秋山香乃（日语：秋山香乃）著）
- 岡田以藏：驅馳於歷史之闇的悲慘人斬（日本電視台）

影視劇
- 幕末（1964年、TBS、演：戶浦六宏（日语：戸浦六宏））
- 龍馬來了（日语：竜馬がゆく (1965年のテレビドラマ)）（1965年、MBS、演：佐藤慶）
- 龍馬來了（1968年、NHK大河劇、演：前田吟）
- 人斬（1969年、大映、演：勝新太郎）
- 天皇的世紀（日语：天皇の世紀#第一部（テレビドラマ））（1971年、ABC、演：大川義幸）
- 勝海舟（日语：勝海舟 (NHK大河ドラマ)）（1974年、NHK大河劇、演：萩原健一）
- 浮浪雲（日语：浮浪雲#テレビドラマ）（1978年、ANB、演：川谷拓三）
- 宛如炎光（日语：炎のごとく）（1981年、東映、演：東龍明）
- 幕末青春塗鴉：坂本龍馬（日语：幕末青春グラフィティ 坂本竜馬）（1982年、NTV、演：浦田賢一）
- 龍馬來了（日语：竜馬がゆく#1982年版）（1982年、TX、演：目黑祐樹（日语：目黒祐樹））
- 服部半藏 影之軍團（日语：服部半蔵 影の軍団#影の軍団IV）（1985年、KTV、演：江藤潤）
- 坂本龍馬（日语：坂本龍馬 (テレビドラマ)）（1989年、TBS、演：竹中直人）
- 勝海舟（日语：勝海舟 (1990年のテレビドラマ)）（1990年、NTV、演：哀川翔）
- 幕末純情傳（日语：幕末純情伝）（1991年、松竹、演：木村一八）
- 拜託龍馬了！（日语：竜馬におまかせ!）（1996年、NTV、演：反町隆史）
- 龍馬來了（日语：竜馬がゆく#1997年版）（1997年、TBS、演：長瀨智也）
- IZO（2004年、Teamokuyama、演：中山一也（日语：中山一也））
- 龍馬來了（日语：竜馬がゆく#2004年版）（2004年、TX、演：高杉瑞穗（日语：高杉瑞穂））
- BODY JACK（日语：ボディ・ジャック#映画）（2008年、太秦、演：濱田學（日语：浜田学））
- 龍馬傳（2010年、NHK大河劇、演：佐藤健）
- 八重之櫻（2013年、NHK大河劇、演：尾關伸嗣（日语：尾関伸次））
- 武士老師（2017年、P's International、演：松川尚瑠輝）
- 燃劍（日语：燃えよ剣#2020年版）（2020年、東寶、演：村上虹郎）

舞台劇
- 以藏最長的一日（2001年、新宿莫里哀劇場、演：吉田智則（日语：吉田智則 (俳優)））
- 我名為虹（2004年、Caramelbox演劇集團（日语：演劇集団キャラメルボックス）、演：菅野良一（日语：菅野良一））
- 寂音〜MUTE〜（2004年、THEATER@MEN'SWORKS、演：尾籠惣次朗）
- IZO（2007年、東京藝術劇場、演：純京介）
- 寒冬再臨〜IZO 2（2007年、東京藝術劇場、演：中野圭）
- 至上歌舞伎☆號「IZO」（2008年、青山劇場（日语：青山劇場）、演：森田剛）
- 幕末殉教傳「斬殺耶穌」（2008年、Office Fantoma、演：保村大和（日语：保村大和））
- 空之境界（2009年、Theater Green、演：久保田悠來）
- 岡田以藏（2009年、下北澤「劇」小劇場、演：新宮乙矢）
- 為君〜戀愛如楊梅薰香（2018年、Theater Green）

歌曲
- 人斬以藏（演唱：真山一郎）
- 月鳴（演唱：櫻雪（日语：さくらゆき））

動漫
- 喂！龍馬（日语：お〜い!竜馬）（小學館、武田鐵矢作・小山由畫）
- 生之一閃（講談社、島崎讓作）
- 以藏（日本文藝社（日语：日本文芸社）、櫻井和生作・岡崎嗣朗（日语：岡崎つぐお）畫）
- 人斬（青雲社、平田弘史（日语：平田弘史）作）
- 以藏之緒（小學館、佐藤宏之（日语：佐藤宏之 (漫画家)）作）
- 銀魂（集英社、空知英秋作）
- 琥珀ACE（角川書店、經驗值（日语：経験値 (漫画家)）作）
- BAKUMATSU（日语：恋愛幕末カレシ〜時の彼方で花咲く恋〜）（配音：松岡禎丞）

遊戲
- 新選組群狼傳（日语：新選組群狼伝）（SEGA、配音：關智一）
- 風雲 幕末傳（元氣）
- 薄櫻鬼 ～新選組奇譚～裏語（Idea Factory、配音：鈴村健一）
- 人中之龍 維新（配音：中谷一博）
- Fate/Grand Order（配音：吉野裕行）